# Меморіальний комплекс військовим з'єднанням і частинам, що відзначилися в боях за Кременчук
Меморіальний комплекс військовим з'єднанням і частинам, що відзначилися в боях за Кременчук — комплекс у Парку Миру, що у Кременчуці. Був відкритий 19 червня 2008 року. Встановлений на честь військових з'єднань, що брали участь у боях за Кременчук та отримали звання «Кременчуцьких».

## Опис

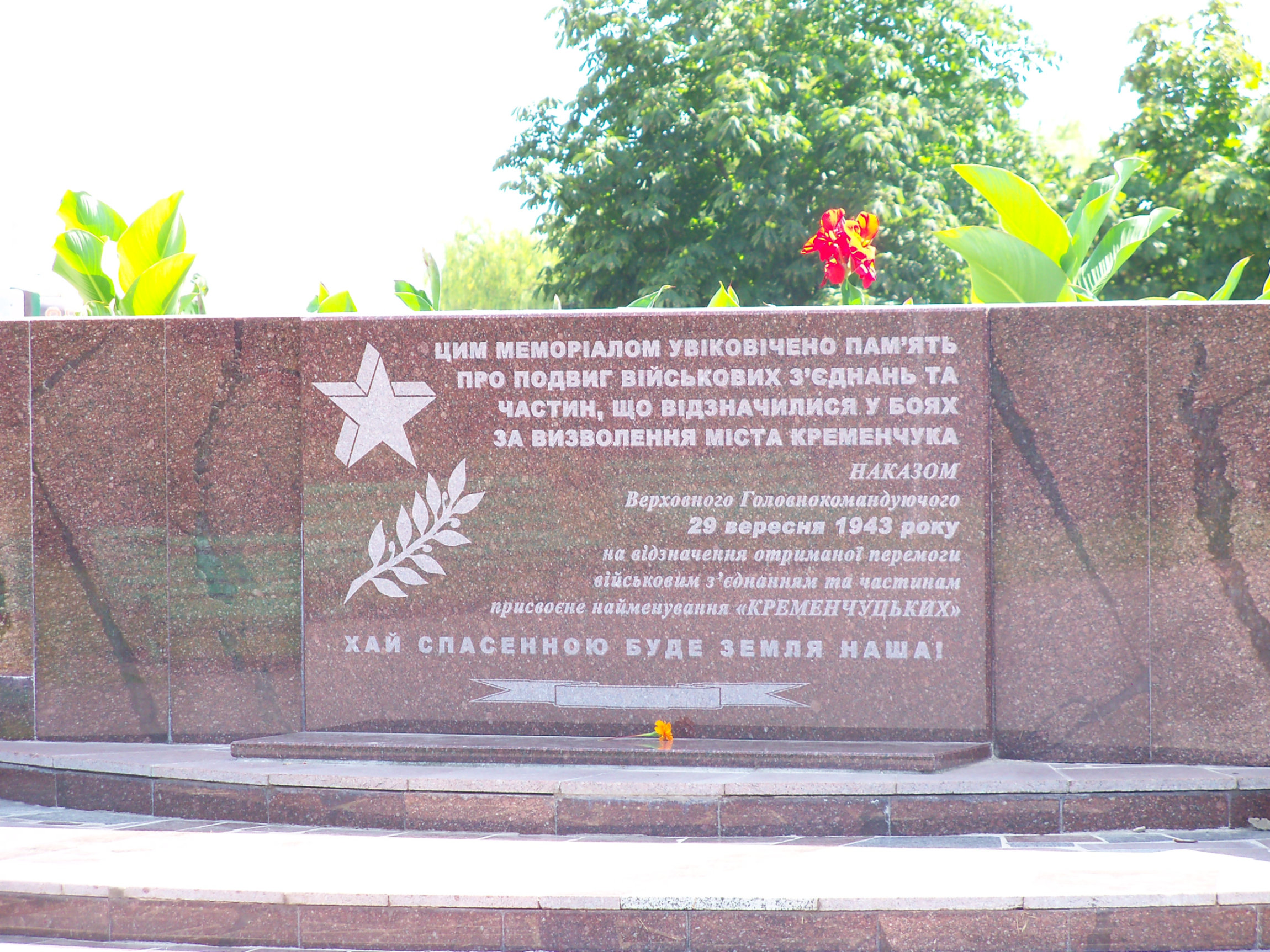
Центральна частина меморіалу

Меморіальна композиція має вигляд п'єдесталу з 8 сходинками, на яких викарбувані назви бойових частин. На центральній плиті пам'ятника написано:
«Цим меморіалом увічнено подвиг військових з'єднань та частин, що відзначилися в боях за визволення міста Кременчука.
Наказом Верховного Головнокомандувача 29 вересня 1943 року на відзначення отриманої перемоги військовим з'єднанням та частинам присвоєне звання „Кременчуцьких“
Хай спасенною буде земля наша».
Ліворуч і праворуч від центральної плити на граніті висічено назви з'єднань і частин, що відзначились у боях за Кременчук. Вони представлені у таблиці зліва направо.
| №п/п | Назви з'єднань і частин                             | Зображення | Короткі відомості |
| ---- | --------------------------------------------------- | ---------- | --- |
| 1    | 6-та гвардійська повітряно-десантна дивізія (СРСР)  |            | Повітряно-десантна дивізія, військове з'єднання повітряно-десантних військ Радянського Союзу в часи німецько-радянської війни. За звільнення Знам'янки наказом Верховного головнокомандувача від 10 грудня 1943 року дивізія удостоєна почесного найменування «Знам'янська». За бойові заслуги дивізія була нагороджена орденом Червоного Прапора і орденом Суворова 2-го ступеня.  |
| 8    | 97-ма Гвардійська Полтавська стрілецька дивізія     |            | Радянське військове з'єднання у складі 5 гвардійської армії. За звільнення Полтави наказом Верховного головнокомандувача від 23 вересня 1943 року 97-ма гвардійська стрілецька дивізія удостоєна почесного найменування «Полтавська». За бойові заслуги дивізія була нагороджена орденом Червоного Прапора, орденами Суворова 2-го ступеня і Богдана Хмельницького 2-го ступеня.    |
| 2    | 214-та Кременчуцька стрілецька дивізія              |            | Стрілецька дивізія, загальновійськове з'єднання РСЧА в часи німецько-радянської війни. За звільнення Олександрії наказом Верховного головнокомандувача від 6 грудня 1943 року дивізія удостоєна почесного найменування «Олександрійська». За бойові заслуги дивізія була нагородженаорденом Червоного Прапора, орденами Суворова 2-го ступеня і Богдана Хмельницького 2-го ступеня. |
| 3    | 233-тя Кременчуцька стрілецька дивізія              |            | Стрілецька дивізія, загальновійськове з'єднання РСЧА в часи німецько-радянської війни. За звільнення Знам'янки наказом Верховного головнокомандувача від 10 грудня 1943 року дивізія удостоєна почесного найменування «Знам'янська». За бойові заслуги дивізія була нагороджена орденом Червоного Прапора.                                                                          |
| 4    | 219-та Кременчуцька танкова бригада                 |            | Танкова бригада, радянське військове з'єднання в часи німецько-радянської війни. За штурм Берліна наказом Верховного головнокомандувачаудостоєна почесного найменування «Берлінська». За бойові заслуги дивізія була нагородженаорденом Червоного Прапора, орденами Суворова 2-го ступеня, орденами Кутузова 2-го ступеня і Богдана Хмельницького 2-го ступеня.                     |
| 5    | 469-й Кременчуцький мінометний полк                 |            | |
| 6    | 308-й Кременчуцький мінометний полк                 |            | |
| 7    | 1902-й Кременчуцький самохідний артилерійський полк |            | Радянська військова частина у складі 5 гвардійської армії. Був полком резерву Ставки Верховного Головнокомандуючого і призначався для посилення частин і з'єднання на найважчих ділянках фронту. За час існування нагороджений орденом Бойового Червоного Прапора, орденом Суворова 2-го ступеня та орденом Кутузова II ступеня.                                                    |

## Історія
Відкрито було 19 червня 2008 року. Подія відбулася у рамках реконструкції Парку Миру.
Ідея створення Алеї слави належить голові Автозаводського райвиконкому Володимиру Коваленку. У створенні брала участь будівельна фірма «Хортиця». Під час відкриття було винесено бойові знамена частин, що брали участь у боях за Кременчук.